# Maskenweber
Der Maskenweber (Ploceus velatus) ist eine Vogelart aus der Familie der Webervögel (Ploceidae). Namensgebend ist die maskenähnliche dunkle Färbung des Gesichts und der für viele Arten der Webervögel typische Nestbau.

## Merkmale
Der Maskenweber wird 11 bis 15 Zentimeter lang, hat einen kurzen, konischen Schnabel und rosabraune Krallen. Das Brutkleid des Männchens zeigt ein schwarzes Gesicht, Hals und Schnabel, eine hellgelbe Brust und Kopf, rote Augen und einen leicht grünlichen Rücken. Das Weibchen besitzt einen rosabraunen Schnabel, braune oder rotbraune Augen, ein schwach gelbgrünes Gefieder und eine dunklere Zeichnung auf dem Rücken. Das Ruhekleid des Männchens besitzt die Merkmale des Weibchens, aber mit roten Augen.

## Vorkommen
Das Verbreitungsgebiet des Maskenwebers ist das südliche Afrika. Dort kommt er im Westen, Süden und der Mitte Angolas, in Sambia, Malawi, Mosambik außer dem Nordosten und südlich bis Südafrika vor.
Er ist der häufigste Weber in den Trockengebieten im westlichen und inneren Südafrika. Sein Lebensraum ist weit gefächert. Er ist sowohl im Buschland, in der Savanne, im Grasland, in Inlandsfeuchtgebieten, in Halbwüsten und in städtischen Parks und Gärten zu finden.

## Ernährung
Der Maskenweber geht normalerweise einzeln oder in kleinen Gruppen auf Nahrungssuche. Man findet ihn aber auch in größeren Gruppen zusammen mit anderen Körnerfressern. Er ernährt sich von Samen, Körnern, Früchten, Nektar und Insekten.

## Fortpflanzung

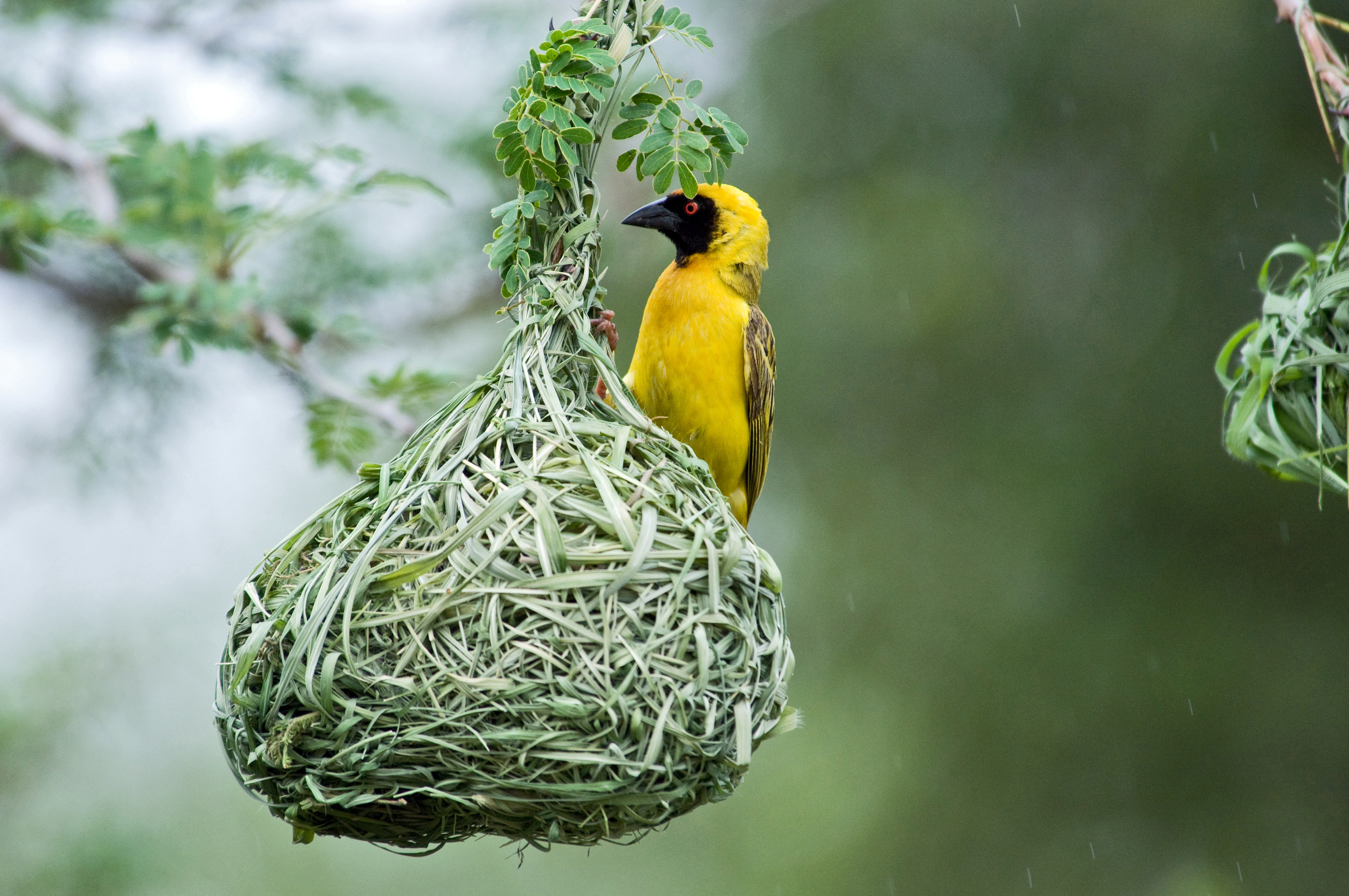
Nest des Maskenwebervogels

Der Maskenweber ist ein Koloniebrüter und ein sehr geselliger Vogel. Die Hauptbrutzeit ist zwischen September und Januar. Männchen haben in der Regel mehrere weibliche Partner und bauen pro Jahr bis zu 25 Nester. Ihre Nester sind, wie für Weber typisch, aus Schilf, Gras oder anderen Pflanzenfasern gebaut. Meist werden sie in wassernahen Bäumen errichtet, weil in deren Nähe frische Grashalme leichter zu finden sind. Bevor das Männchen mit dem Bau beginnt, entfernt es alle Blätter vom Ast, damit sich Schlangen dem Nest nicht unbemerkt nähern können. Ein weiterer Schutz vor Fressfeinden ist das Anlegen des Eingangs im unteren Teil des Nestes. Für den Bau eines Nestes braucht der Maskenweber etwa 5 Tage. Um ein Weibchen erfolgreich zur Paarung zu bewegen, muss das Männchen bis zu 5 Nester errichten. Der Maskenweber ist der bevorzugte Wirtsvogel des Goldkuckucks (Chrysococcyx caprius).

## Systematik
Gelegentlich werden dem Maskenweber der Dotterweber, der Katangaweber, der Ruwet-Weber und der Reichardweber zugeordnet, die in Nord- und Ostafrika verbreitet sind.

## Unterarten
Es sind drei Unterarten bekannt:
- Ploceus velatus velatus Vieillot, 1819[6] – Die Nominatform kommt im südlichen Angola über Mosambik bis in den Süden von Südafrika vor.
- Ploceus velatus nigrifrons (Cabanis, 1851)[7] – Diese Unterart kommt im Osten von Südafrika vor.
- Ploceus velatus peixotoi Frade & Naurois, 1964[8] – Diese Unterart ist in São Tomé und Príncipe verbreitet.